# Alfred Tottewitz
Alfred Tottewitz (* 25. April 1914 in Cämmerswalde; † unbekannt) war ein deutscher Maschinist in der Pappen- und Kartonagenproduktion und Parlamentsabgeordneter der DDR-Blockpartei Liberal-Demokratische Partei Deutschlands (LDP oder später LDPD).

## Leben
Tottewitz war der Sohn eines Bauern und wuchs im sächsischen Erzgebirge auf. Nach dem Besuch der Volksschule war er ab 1928 als Hilfsarbeiter, Schleifer, Heizer und Maschinist in der Pappenproduktion in seinem Heimatort Cämmerswalde tätig. Später wurde er Brigadeleiter im VEB Pappen- und Kartonagewerk Cämmerswalde. 1956 legte er die Meisterprüfung ab.

## Politik
Tottewitz trat 1946 der in der Sowjetischen Besatzungszone neugegründeten LDPD bei und wurde 1948 in den Kreistag des Landkreises Freiberg in Freiberg gewählt. Daneben erfolgte seine Wahl in die Betriebsgewerkschaftsleitung (BGL) des VEB Pappen- und Kartonagewerk Cämmerswalde. Außerdem wurde er in den Kreisvorstand Freiberg und in den Landesvorstand Sachsen des FDGB gewählt.
In den beiden Wahlperioden von 1950 bis 1954 und von 1954 bis 1958 war er Mitglied der LDPD-Fraktion in der Volkskammer der DDR.

## Auszeichnungen
- 1954 Aktivist der sozialistischen Arbeit